# Andrzej Zybertowicz
Andrzej Janusz Zybertowicz (ur. 30 września 1954 w Bydgoszczy) – polski socjolog, publicysta i nauczyciel akademicki, profesor nauk społecznych, profesor nadzwyczajny Uniwersytetu Mikołaja Kopernika w Toruniu, doradca społeczny prezydentów RP: Lecha Kaczyńskiego (2008–2010) i Andrzeja Dudy (2015–2025).

## Życiorys

### Wykształcenie i działalność zawodowa
W 1977 ukończył studia historyczne na UMK oraz archiwistyczne na Uniwersytecie im. Adama Mickiewicza. W 1985 uzyskał stopień naukowy doktora na UAM na podstawie pracy Problem stosowania teorii materializmu historycznego we współczesnej historiografii polskiej, której promotorem był Jerzy Topolski. Stopień doktora habilitowanego otrzymałw 1997 na Uniwersytecie Warszawskim w oparciu o dorobek naukowy oraz rozprawę zatytułowaną Przemoc i poznanie: Studium z nie-klasycznej socjologii wiedzy. W pracy naukowej specjalizował się w zagadnieniach z zakresu socjologii wiedzy i teorii społecznej.
Został pracownikiem naukowym Instytutu Filozofii UMK, w latach 1989–1995 pracował w Katedrze Socjologii, od 1995 związany z Instytutem Socjologii UMK (w latach 1998–2006 pełnił funkcję jego dyrektora). Został kierownikiem Podyplomowego Studium Socjologii Bezpieczeństwa Wewnętrznego i Zakładu Interesów Grupowych. Objął stanowisko profesora nadzwyczajnego UMK, był również profesorem nadzwyczajnym Akademii Humanistyczno-Ekonomicznej w Łodzi. Wchodził w skład Komitetu Naukoznawstwa Polskiej Akademii Nauk.
Jest autorem tekstów publikowanych na łamach m.in. „W Sieci”, „Naszego Dziennika” i „Gazety Polskiej”.
W czerwcu 2020 Prezydium Centralnej Komisji do Spraw Stopni i Tytułów podjęło decyzję odmawiającą przedstawienia prezydentowi jego kandydatury do tytułu profesora. Andrzej Zybertowicz tytuł profesora nauk społecznych otrzymał 1 grudnia 2021.

### Działalność publiczna

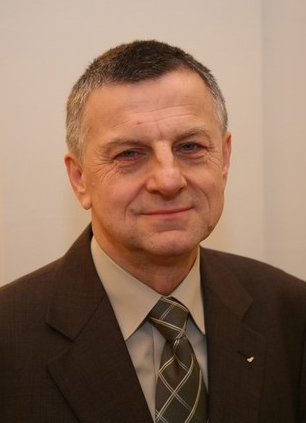
Andrzej Zybertowicz (2008)

Na początku lat 80. związany z grupą „Sigma”, działającą w ramach Socjalistycznego Związku Studentów Polskich. W 1980 opracował wraz z Romanem Bäckerem tekst programowy pt. Ostatnia szansa PZPR w ramach Komisji Konsultacyjno-Porozumiewawczej Podstawowych Organizacji Partyjnych w Toruniu należącej do tzw. struktur poziomych PZPR.
W stanie wojennym kolportował autorską ulotkę przeciw jego wprowadzeniu. Publikował w „Obecności”, toruńskim piśmie podziemnym, zajmował się dystrybucją nielegalnych wydawnictw. Od 6 lipca do 14 września 1982 był z przyczyn politycznych aresztowany, zwolniony z uwagi na stan zdrowia. Sprawę umorzono w 1983 na mocy amnestii. Był współzałożycielem Społecznego Stowarzyszenia Obrony Praw Człowieka i wykładowcą w Klubie Myśli Politycznej w Toruniu.
W 2006 był ekspertem Komisji Weryfikacyjnej Wojskowych Służb Informacyjnych. Od 2006 do 2007 przewodniczył radzie programowej Centralnego Ośrodka Szkolenia Agencji Bezpieczeństwa Wewnętrznego. Od 1 lipca 2007 do 16 listopada 2007 był głównym doradcą premiera Jarosława Kaczyńskiego do spraw bezpieczeństwa. Od 2008 do 2010 był doradcą prezydenta RP Lecha Kaczyńskiego do spraw bezpieczeństwa państwa.
Uważany jest za twórcę sloganu i głównego teoretyka tzw. układu polityczno-biznesowego. W 2014 został członkiem rady programowej Prawa i Sprawiedliwości. W wyborach do Parlamentu Europejskiego w tym samym roku startował z listy PiS w okręgu nr 2 obejmującym województwo kujawsko-pomorskie i nie uzyskał mandatu posła, zdobywając 39 911 głosów.
Był członkiem komitetów naukowych II i III Konferencji Smoleńskiej z lat 2013–2014, dotyczących katastrofy samolotu Tu-154 w Smoleńsku z 10 kwietnia 2010. Wszedł w skład rad programowych kongresu Polska Wielki Projekt oraz Fundacji „Instytut Myśli Schumana”.
We wrześniu 2015 został doradcą społecznym prezydenta RP Andrzeja Dudy. Został również doradcą szefa Biura Bezpieczeństwa Narodowego. W grudniu 2021 wszedł w skład Rady ds. Bezpieczeństwa i Obronności działającej w ramach Narodowej Rady Rozwoju. Powoływany również w skład komitetu offsetowego w Ministerstwie Obrony Narodowej, rady Polskiego Instytutu Spraw Międzynarodowych, Kolegium do Spraw Służb Specjalnych oraz rady programowej Krajowej Szkoły Administracji Publicznej im. Prezydenta Rzeczypospolitej Polskiej Lecha Kaczyńskiego.
W sierpniu 2023 z rekomendacji posłów Prawa i Sprawiedliwości został powołany przez Sejm w skład Państwowej Komisji do spraw badania wpływów rosyjskich na bezpieczeństwo wewnętrzne Rzeczypospolitej Polskiej w latach 2007–2022. Odwołany przez Sejm 29 listopada 2023.
Wszedł w skład komitetu wspierającego kandydaturę Karola Nawrockiego na prezydenta RP w wyborach w 2025. W sierpniu tego samego roku zakończył pełnienie funkcji doradcy społecznego prezydenta RP.

## Odznaczenia
- Krzyż Oficerski Orderu Odrodzenia Polski (2025)[22]

## Wybrane publikacje
- O obiektywnej funkcji społecznej ruchu robotniczego i ideologii marksistowskiej w XIX wieku, „Acta Universitatis Nicolai Copernici” nr 143, Toruń 1983.
- Między dogmatem a programem badawczym: problemy stosowania materializmu historycznego we współczesnej historiografii polskiej, PWN, Warszawa-Poznań 1990.
- W uścisku tajnych służb. Upadek komunizmu i układ postnomenklaturowy, Antyk, Komorów 1993.
- Przemoc i poznanie: studium z nie-klasycznej socjologii wiedzy, UMK, Toruń 1995, ISBN 83-231-0645-2.
- Privatizing the police-state: the case of Poland (współautor z Marią Łoś), St. Martin's Press, Nowy Jork 2000.
- Transformacja podszyta przemocą. O nieformalnych mechanizmach przemian instytucjonalnych (współautor z Radosławem Sojakiem), UMK, Toruń 2008.
- III RP: kulisy systemu – rozmawia Joanna Lichocka, Wydawnictwo Słowa i Myśl, Warszawa 2013.